# Günther Woermann
Günther Woermann (* 6. Oktober 1900 in Kyritz; † 1. Februar 1967 in Castrop-Rauxel) war ein deutscher Ingenieur und Manager in der Maschinen- und Schiffbauindustrie. 

## Leben
Geboren als Sohn eines Stadtschulrats erlangte Günther Woermann 1918 am Stadtgymnasium Dortmund das Abitur. Anschließend war er bis zum Ende des Ersten Weltkriegs Kriegsteilnehmer beim Heer. Nach einem Industriepraktikum von Anfang bis Herbst 1919 begann er zum Wintersemester 1919/1920 das Studium des Maschinenbaus an der Technischen Hochschule Stuttgart und wurde dort im Sommersemester 1920 Mitglied des Corps Stauffia. Zum Wintersemester 1921/1922 wechselte er an die Technische Hochschule Danzig und gehörte dort am 16. Januar 1922 zu den Rekonstitutionsburschen des Corps Borussia Danzig. Im November 1924 schloss er das Studium als Dipl.-Ing. ab.
Von 1924 bis 1928 war er Betriebsingenieur bei der Waggonfabrik Danzig AG. Im Herbst 1928 wechselte er als Oberingenieur zur Danziger Straßenbahn. Im Herbst 1937 wurde er zum Betriebsdirektor und Vorstandsmitglied der Waggonfabrik Danzig AG berufen. Von Herbst 1939 bis Anfang 1945 war er Generaldirektor der Danziger Werft AG und in dieser Funktion Wehrwirtschaftsführer und Präsident der Handelskammer Danzig bzw. der Gauwirtschaftskammer Danzig-Westpreußen.
Nach dem Zweiten Weltkrieg lebte er bis Ende 1950 in Hamburg. Anfang 1951 gründete er in Castrop-Rauxel eine eigene Firma, die Metallwarenfabrik G. Woermann, die er bis zu seinem Tode im Jahre 1967 führte.

## Ehrungen
- Kriegsverdienstkreuz (1939) II. und I. Klasse
- Danziger Kreuz